# Anastasiya Kapachinskaya
Anastasiya Kapachinskaya (Moscou, , 21 de novembro de 1979) é uma ex-atleta russa especialista em provas de velocidade, campeã mundial dos 200 m rasos.
Venceu esta prova no Campeonato Mundial de Atletismo de 2003 em Paris conquistando a medalha de ouro e no ano seguinte também venceu a mesma prova indoor, no Campeonato Mundial de Atletismo em Pista Coberta de Budapeste mas sua medalha foi confiscada após testar positivo para o esteroide anabolizante estanozolol. Ela negou qualquer conhecimento de como isto havia acontecido e durante a suspensão de dois anos que recebeu trabalhou com a Agência Mundial Antidoping para promover o esporte sem drogas.
Em Pequim 2008 chegou em quinto lugar nos 400 m rasos e conquistou uma prata com o revezamento 4x400 m russo. No Mundial de Berlim 2009, ganhou mais um bronze com o revezamento. Nos Jogos de Londres 2012, mais uma prata foi conseguida no 4x400 m. Em 2016, porém, Kapachinskaya foi implicada com mais 14 atletas, nove deles medalhistas em mundiais e Olimpíadas anteriores, no grande escândalo de dopagem de atletas russos que veio à tona, após a retestagem de amostras de urinas congeladas desde Pequim 2008, agora examinadas com técnicas antidopagem mais modernas.
Pelas regras do COI e da World Athletics, em caso de confirmação ela poderia perder todas as medalhas, recordes e resultados desde 2008 até 2016. Como esta seria a segunda suspensão por dopagem, poderia ser banida em definitivo do esporte. Em agosto de 2016 ela e todo o revezamento russo tiveram suas medalhas retiradas depois da confirmação de teste positivo de Kapachinskaya para estanozolol e turinabol, hormônios sintéticos para aumento de massa muscular e queima de gordura. Em junho de 2017 todas suas medalhas foram cassadas e todos seus resultados desde Pequim 2008 foram apagados. Ela manteve em seu cartel internacional de conquistas apenas o ouro mundial de Paris 2003 e o bronze de Edmonton 2001.